# 菊池長右衛門 (立憲政友会)

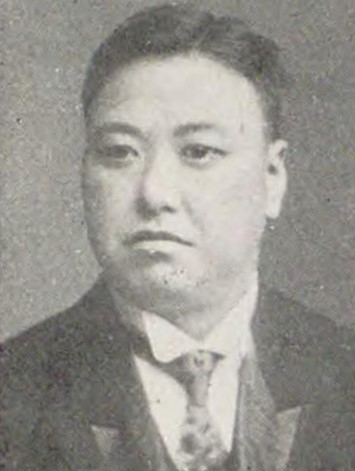
菊池長右衛門

菊池 長右衛門（きくち ちょううえもん、1873年（明治6年）11月3日 - 1922年（大正11年）5月16日）は、日本の政治家。立憲政友会衆議院議員（1期）。

## 経歴
岩手県出身。菊池家は盛岡藩の豪商であった東屋の一族である。宮古町会議員、下閉伊郡会議員、同参事会員、同議長、宮古町漁業組合長などを勤め、1920年の第14回衆議院議員総選挙で立憲政友会から立候補して当選。1期務めた。明治期に閉伊川河口の埋め立て工事が行われた際は私財を投じてこれにあたった。また自らが中心となり盛宮自動車を設立。さらに原敬と共に山田線の地元誘致へ働きかけるなど、劣悪だった地域の交通事情改善のため尽力した。

## 家族
- 息子 - 菊池長右衛門は初代宮古市長、立憲政友会→日本自由党衆議院議員。
- 孫 - 菊池長右エ門は宮古市長、民主党→国民の生活が第一衆議院議員。